# NGC 6581
NGC 6581 este o galaxie situată în constelația Hercule. A fost descoperită în 1 iulie 1870 de către Édouard Stephan⁠(d). Se află la o distanță de 66,11 de megaparseci de Pământ.